# Charles Bocquet (zoologie)
Pour les articles homonymes, voir Charles Bocquet et Bocquet.
Charles Modeste Olivier Bocquet, né le 13 décembre 1918 à Warhem (Nord) et mort 19 juin 1977 à Gif-sur-Yvette, est un carcinologiste et zoologiste français.

## Biographie
Charles Bocquet est issu d'une famille austère[réf. souhaitée].
Ancien élève de l'École normale supérieure (promotion 1938), il obtient l'agrégation de sciences naturelles en 1943, étudie la zoologie à la Sorbonne, et fait son entrée au CNRS en 1945 en tant que chercheur. Il devient par la suite assistant dans le laboratoire de Georges Teissier à la station biologique de Roscoff. Il y devient maître assistant et chargé de cours. Il s'intéresse tout particulièrement au polymorphisme enzymatique et au polychromatisme des crustacés de la région. Il mène sa thèse sur les Tisbe, Sphaeroma et Jaera.
Après avoir été professeur de zoologie à l'université de Caen, il devient en 1967 titulaire de la chaire d'évolution des êtres organisés à l'université de Paris, succédant à Pierre-Paul Grassé.
Il décède en 1977, ce grand fumeur fut terrassé par la maladie et ne put achever son deuxième mandat. Il dirigea durant quelques années le laboratoire de génétique évolutive de Gif-sur-Yvette (s'intéressant alors à la génétique des drosophiles) et la Station biologique des Eyzies. Il fut l'un des co-directeurs et co-auteurs de la série d'ouvrages sur les problèmes de l'espèce dans le règne animal, éditée par la Société zoologique de France, à laquelle il était profondément attaché. Il fut aussi le rédacteur en chef des Archives de zoologie expérimentale et générale.

## Autres fonctions
- 1976 : Président de la Société zoologique de France (reconduit en 1977, année de sa mort)[5]

## Œuvre
Charles Bocquet est crédité comme le créateur d'une nouvelle discipline scientifique, la "systématique évolutive".

## Prix Charles Bocquet
La Société zoologique de France attribue tous les trois ans depuis 1979 le Prix Charles Bocquet qui récompense les chercheurs en biologie de l'évolution, prix créé par sa femme Jacqueline Bocquet à la mémoire de son mari.